# 弗兰克·欧文中心
小弗兰克·C·欧文中心（又称弗兰克·欧文中心或UT欧文中心，旧称特别活动中心）是一座位于德克萨斯州奥斯汀市德克萨斯大学奥斯汀分校校区内的多功能竞技场。由于该建筑外观像一个鼓，因此也被称为“大鼓楼”或“超级鼓”。这个多功能体育馆举办了许多大型娱乐活动，同时也是UT男篮和女篮的主场球馆。

## 历史
1977年，学校为了建设一座体育馆从而能替代原有的格雷戈里体育馆，斥资340万美元建设了这座体育馆。1977年11月29日，一场UT篮球比赛成为了在这个体育馆中举行的第一场比赛。UT曾在2001年对这个建筑进行翻修，最终于2003年竣工。 翻修后的建筑包含了更多设施，例如增加了安全设施、全新的小卖部和卫生间、更新电梯系统、新增28个套件、新增全新的记分牌、新增室内与室外电子标识以及翻修接待大厅“孤星室”。